# Morti nel 1678
| Questa pagina contiene informazioni ricavate automaticamente dalle voci biografiche con l'ausilio del template Bio e di un bot. L'aggiornamento è periodico e automatico e ricostruisce completamente la pagina. Se manca una persona in questa lista, sei pregato di non aggiungerla, ma accertati piuttosto che la sua voce biografica contenga il template Bio e che i dati anagrafici siano correttamente compilati. Se il template Bio manca, inseriscilo tu stesso o, in alternativa, metti l'avviso {{tmp\|Bio}} che ne segnala la mancanza. Se i dati riportati sono sbagliati, correggi direttamente la voce biografica; le modifiche saranno visibili in questa lista entro pochi giorni. Per chiarimenti vedi il progetto biografie. La lista contiene solo le 102 persone che sono citate nell'enciclopedia e per le quali è stato implementato correttamente il template Bio. Pagina aggiornata al 26 giu 2025. |

## Gennaio(6)
- 8 gennaio - Emanuele Brignole, nobile e filantropo italiano (n. 1617)
- 11 gennaio - Ferrante III Gonzaga, nobile italiano (n. 1618)
- 16 gennaio - Madeleine de Souvré de Sablé, scrittrice francese (n. 1599)
- 28 gennaio - Izzunnissa Begum, nobildonna indiana
- 29 gennaio - Giulio Carpioni, pittore e incisore italiano (n. 1613)
- 29 gennaio - Jerónimo Lobo, gesuita portoghese (n. 1593)

## Febbraio(4)
- 13 febbraio - Cosimo Fanzago, scultore e architetto italiano (n. 1591)
- 15 febbraio - Anne de Noailles, nobile e ufficiale francese (n. 1613)
- 21 febbraio - Salomon Savery, pittore e incisore olandese (n. 1594)
- 26 febbraio - Heinrich Kipping, filologo e storico tedesco

## Marzo(4)
- 6 marzo - Donato Calvi, letterato e religioso italiano (n. 1613)
- 23 marzo - Nicolaes Willingh, pittore e decoratore olandese
- 27 marzo - Juan de Leyva de la Cerda, spagnolo (n. 1604)
- 28 marzo - Claude François Milliet Dechales, matematico francese (n. 1621)

## Aprile(8)
- 12 aprile - Thomas Stanley, scrittore e traduttore inglese (n. 1625)
- 18 aprile - Buonaccorso Buonaccorsi, cardinale italiano (n. 1620)
- 20 aprile - Chiara Margarita Cozzolani, cantante, compositrice e monaca cristiana italiana (n. 1602)
- 20 aprile - Francis Seymour, V duca di Somerset, nobile inglese (n. 1658)
- 22 aprile - Sebastiano Mazzoni, pittore, poeta e architetto italiano (n. 1611)
- 24 aprile - Luigi VI d'Assia-Darmstadt (n. 1630)
- 27 aprile - Nicolas Roland, presbitero francese (n. 1642)
- 30 aprile - Sigismondo Chigi, cardinale italiano (n. 1649)

## Maggio(4)
- 3 maggio - Bernardo II di Sassonia-Jena, nobile (n. 1638)
- 4 maggio - Anna Maria van Schurman, filosofa, poetessa e scienziata olandese (n. 1607)
- 5 maggio - Niccolò Gherardini, biografo italiano (n. 1604)
- 19 maggio - Philipp Chemnitz, storico e teologo tedesco (n. 1605)

## Giugno(4)
- 4 giugno - Catherine-Charlotte de Gramont, nobildonna francese (n. 1639)
- 17 giugno - Giacomo Torelli, scenografo, ingegnere e architetto italiano (n. 1608)
- 20 giugno - Giorgio IV di Erbach-Fürstenau, nobile tedesco (n. 1646)
- 30 giugno - Paul de Vos, pittore fiammingo (n. 1592)

## Luglio(6)
- 3 luglio - Sertorio Orsato, storico italiano (n. 1617)
- 6 luglio - Giudoco Ermanno di Lippe-Biesterfeld, nobile tedesco (n. 1625)
- 12 luglio - Antoine III de Gramont, nobile, militare e diplomatico francese (n. 1604)
- 16 luglio - Giovanni Antonio Cavazzi da Montecuccolo, missionario, francescano e scrittore italiano (n. 1621)
- 25 luglio - Alfonso II Gonzaga, nobile (n. 1616)
- 26 luglio - Antonio Teodoro Trivulzio, militare e nobile italiano (n. 1649)

## Agosto(7)
- 2 agosto - Willem Gabron, pittore fiammingo (n. 1619)
- 5 agosto - Gianfrancesco Morosini, patriarca cattolico italiano (n. 1604)
- 16 agosto - Nicolò Bona, politico dalmata (n. 1600)
- 16 agosto - Andrew Marvell, poeta e politico inglese (n. 1621)
- 17 agosto - Prospero Fagnani Boni, giurista italiano (n. 1588)
- 22 agosto - Giovanni Battista Falda, incisore italiano (n. 1643)
- 31 agosto - Luigi VII d'Assia-Darmstadt (n. 1658)

## Settembre(6)
- 1º settembre - Jan Bruegel il Giovane, pittore fiammingo (n. 1601)
- 8 settembre - Pietro Della Vecchia, pittore italiano (n. 1603)
- 12 settembre - Carlo Rosa, pittore italiano (n. 1613)
- 19 settembre - Neri Corsini, cardinale e arcivescovo cattolico italiano (n. 1614)
- 19 settembre - Christoph Bernhard von Galen, vescovo cattolico tedesco (n. 1606)
- 20 settembre - Antonio Masini, compositore italiano

## Ottobre(11)
- 2 ottobre - Philips Vingboons, architetto, disegnatore e pittore olandese
- 2 ottobre - Wu Sangui, generale cinese (n. 1612)
- 5 ottobre - Edvige Ulfeldt, contessa danese (n. 1626)
- 9 ottobre - Pietro Francesco Baccarini, religioso italiano (n. 1600)
- 11 ottobre - Willem Schellinks, pittore, incisore e poeta olandese
- 12 ottobre - Edmund Berry Godfrey, magistrato britannico (n. 1621)
- 12 ottobre - Pieter Codde, pittore olandese (n. 1599)
- 18 ottobre - Cornelis Galle il Giovane, incisore fiammingo (n. 1615)
- 18 ottobre - Jacob Jordaens, pittore fiammingo (n. 1593)
- 19 ottobre - Samuel van Hoogstraten, pittore olandese (n. 1627)
- 24 ottobre - Marino Giovanni Zorzi, vescovo cattolico italiano (n. 1634)

## Novembre(6)
- 4 novembre - Pompeo Varese, arcivescovo cattolico e diplomatico italiano (n. 1624)
- 5 novembre - Giovan Battista Nani, ambasciatore e storico italiano (n. 1616)
- 18 novembre - Giovanni Maria Bononcini, violinista, compositore e teorico della musica italiano (n. 1642)
- 20 novembre - Karel Dujardin, pittore olandese
- 30 novembre - Andries de Graeff, politico olandese (n. 1611)
- 30 novembre - Stefano Quaranta, arcivescovo cattolico italiano (n. 1586)

## Dicembre(3)
- 6 dicembre - Damian Hartard von der Leyen, arcivescovo cattolico tedesco (n. 1624)
- 9 dicembre - Robert Nanteuil, pittore e incisore francese (n. 1623)
- 29 dicembre - Franz Eusebius von Pötting, nobile, diplomatico e politico austriaco (n. 1627)

## Senza giorno specificato(33)
- Domenico Ambrogi, pittore italiano
- Pieter Jansz van Asch, pittore olandese (n. 1603)
- Martin de Barcos, teologo francese (n. 1600)
- Giovanni Bichi, ammiraglio italiano (n. 1613)
- Giovanni Bittante, pittore, stuccatore e decoratore italiano (n. 1633)
- Giovenale Boetto, architetto, pittore e incisore italiano (n. 1604)
- Giovanni Battista Casella "de Annibale", scultore e stuccatore svizzero (n. 1623)
- Maurizio Cazzati, compositore italiano (n. 1616)
- Joseph Chabanceau de La Barre, organista e compositore francese (n. 1633)
- Cornelis Decker, pittore olandese
- Angiolo Everardi, pittore italiano (n. 1647)
- Galeazzo Gualdo Priorato, militare, storico e scrittore italiano (n. 1606)
- Joseph Heintz il Giovane, pittore tedesco
- Bernardo de Iturriaza, giudice spagnolo (n. 1608)
- John Jenkins, compositore e liutista inglese (n. 1592)
- François Pierre de La Varenne, cuoco e scrittore francese (n. 1618)
- John Lindsay, XVII conte di Crawford, politico scozzese (n. 1596)
- Macario di Kanev, santo ucraino (n. 1605)
- Innocenzo Mangani, architetto e scultore italiano (n. 1608)
- Marco Martelli, imprenditore italiano (n. 1592)
- Giovan Battista Odierna, giurista italiano (n. 1602)
- Paisio di Alessandria, arcivescovo ortodosso greco (n. 1610)
- Adrien Parvilliers, gesuita, arabista e missionario francese (n. 1619)
- Crispijn van de Passe III, editore e incisore olandese (n. 1628)
- Antonio de Pereda, pittore spagnolo (n. 1611)
- Filippo Picinelli, prete e teologo italiano (n. 1604)
- Erasmus Quellinus il Giovane, pittore fiammingo (n. 1607)
- Jean de Reyn, pittore fiammingo
- Pirro Schettini, poeta italiano (n. 1630)
- Otto Marseus van Schrieck, pittore e disegnatore olandese
- Zacharias Traber, gesuita austriaco (n. 1611)
- Caesar van Everdingen, pittore olandese (n. 1606)
- Laurens van der Hem, giurista olandese (n. 1621)